# Chester (Geòrgia)
Chester és una població dels Estats Units a l'estat de Geòrgia. Segons el cens del 2000 tenia 305 habitants.

## Demografia
Segons el cens del 2000, Chester tenia 305 habitants, 133 habitatges, i 82 famílies. La densitat de població era de 135,4 habitants per km².
Dels 133 habitatges en un 33,1% hi vivien nens de menys de 18 anys, en un 31,6% hi vivien parelles casades, en un 24,1% dones solteres, i en un 38,3% no eren unitats familiars. En el 35,3% dels habitatges hi vivien persones soles el 14,3% de les quals corresponia a persones de 65 anys o més que vivien soles. El nombre mitjà de persones vivint en cada habitatge era de 2,29 i el nombre mitjà de persones que vivien en cada família era de 2,93.
Per edats la població es repartia de la següent manera: un 26,6% tenia menys de 18 anys, un 9,2% entre 18 i 24, un 26,9% entre 25 i 44, un 22% de 45 a 60 i un 15,4% 65 anys o més.
L'edat mediana era de 36 anys. Per cada 100 dones de 18 o més anys hi havia 80,6 homes.
La renda mediana per habitatge era de 21.875 $ i la renda mediana per família de 26.667 $. Els homes tenien una renda mediana de 20.833 $ mentre que les dones 20.750 $. La renda per capita de la població era de 13.843 $. Entorn del 20,5% de les famílies i el 15,8% de la població estaven per davall del llindar de pobresa.

## Poblacions més properes
El següent diagrama mostra les poblacions més properes.